# Hovoruha, Sloveanoserbsk
Hovoruha (în ucraineană Говоруха) este un sat în așezarea urbană Rodakove din raionul Sloveanoserbsk, regiunea Luhansk, Ucraina.

## Demografie
Componența lingvistică a localității Hovoruha
     Ucraineană (69,57%)
     Rusă (27,54%)
     Belarusă (1,93%)
Conform recensământului din 2001, majoritatea populației localității Hovoruha era vorbitoare de ucraineană (69,57%), existând în minoritate și vorbitori de rusă (27,54%) și belarusă (1,93%).